# Calopertha costatipennis
Calopertha costatipennis är en skalbaggsart som beskrevs av Pierre Lesne 1906. Calopertha costatipennis ingår i släktet Calopertha och familjen kapuschongbaggar. Inga underarter finns listade i Catalogue of Life.